# 长崎外国语短期大学
长崎外国语短期大学（日语：／ Nagasaki Gaikokugo Tanki Daigaku *），简称外短（がいたん），是过去一所位于日本长崎县长崎市的私立短期大学。

## 概要

### 简介
- 学校最早可以追溯到1945年[1]。短期大学为于1966年开办[1]、由学校法人长崎学院经营从1960年（前学校法人长崎YMCA学院）[1]、男女同校。招生到2008年[2]。停办于2011年。前日本基督教系短期大学之一[1]。

### 历史
- 1950年 长崎外国语短期大学成立并同时设置一个学科即美英语科[1]。
- 1954年 第二部成立于美英语科（招生到1978年、正式停办于1992年1月27日[2]）[1]。
- 1962年 美英语科改名为外语科。
- 1971年 外语科分离为三个学科即英语专攻、法语专攻、西班牙语专攻[1]。
- 1990年 国际文化学科成立、外语科改名为外语学科[1]。
- 2000年 外语科三个学科即英语专攻、法语专攻、西班牙语专攻和国际文化学科招生最后、次年停止招生[1]。
- 2001年 外语学科改名为英语学科[1]。
- 2003年 今年3月31日国际文化学科正式停办[2]。
- 2008年 短期大学招生最后、次年停止招生。
- 2011年 停办。

### 宪章
- 请参看前长崎外国语短期大学的标志 （页面存档备份，存于） （日語） 2014年2月2日阅览。

## 学校环境
- 校区：在了长崎县长崎市

## 历任校长
- 石川昭仁：最后短期大学校长[2]

## 组织

### 学科
- 英语学科

### 前学科
- 外语学科[注 1]
  - 第一部[注 1]
    - 英语专攻[注 1]
    - 法语专攻[注 2]
    - 西班牙语专攻[注 2]

  - 第二部[注 3]
- 国际文化学科[注 2][注 4]

### 专科
| - 没有 |

### 业余课程
| - 没有 |

## 相关链接
- 日本短期大学列表
- 长崎外国语大学